# CYP2F1
CYP2F1 (англ. Cytochrome P450 family 2 subfamily F member 1) – білок, який кодується однойменним геном, розташованим у людей на короткому плечі 19-ї хромосоми. Довжина поліпептидного ланцюга білка становить 491 амінокислот, а молекулярна маса — 55 501.
| 10         |  | 20         |  | 30         |  | 40         |  | 50         |
| ---------- |  | ---------- |  | ---------- |  | ---------- |  | ---------- |
| MDSISTAILL |  | LLLALVCLLL |  | TLSSRDKGKL |  | PPGPRPLSIL |  | GNLLLLCSQD |
| MLTSLTKLSK |  | EYGSMYTVHL |  | GPRRVVVLSG |  | YQAVKEALVD |  | QGEEFSGRGD |
| YPAFFNFTKG |  | NGIAFSSGDR |  | WKVLRQFSIQ |  | ILRNFGMGKR |  | SIEERILEEG |
| SFLLAELRKT |  | EGEPFDPTFV |  | LSRSVSNIIC |  | SVLFGSRFDY |  | DDERLLTIIR |
| LINDNFQIMS |  | SPWGELYDIF |  | PSLLDWVPGP |  | HQRIFQNFKC |  | LRDLIAHSVH |
| DHQASLDPRS |  | PRDFIQCFLT |  | KMAEEKEDPL |  | SHFHMDTLLM |  | TTHNLLFGGT |
| KTVSTTLHHA |  | FLALMKYPKV |  | QARVQEEIDL |  | VVGRARLPAL |  | KDRAAMPYTD |
| AVIHEVQRFA |  | DIIPMNLPHR |  | VTRDTAFRGF |  | LIPKGTDVIT |  | LLNTVHYDPS |
| QFLTPQEFNP |  | EHFLDANQSF |  | KKSPAFMPFS |  | AGRRLCLGES |  | LARMELFLYL |
| TAILQSFSLQ |  | PLGAPEDIDL |  | TPLSSGLGNL |  | PRPFQLCLRP |  | R          |

A: Аланін

C: Цистеїн

D: Аспарагінова кислота

E: Глутамінова кислота

F: Фенілаланін

G: Гліцин

H: Гістидин

I: Ізолейцин

K: Лізин

L: Лейцин

M: Метіонін

N: Аспарагін

P: Пролін

Q: Глутамін

R: Аргінін

S: Серин

T: Треонін

V: Валін

W: Триптофан

Кодований геном білок за функцією належить до оксидоредуктаз. 
Задіяний у такому біологічному процесі, як альтернативний сплайсинг. 
Білок має сайт для зв'язування з іонами металів, іоном заліза, гемом. 
Локалізований у мембрані, ендоплазматичному ретикулумі, мікросомах.